# Targobank

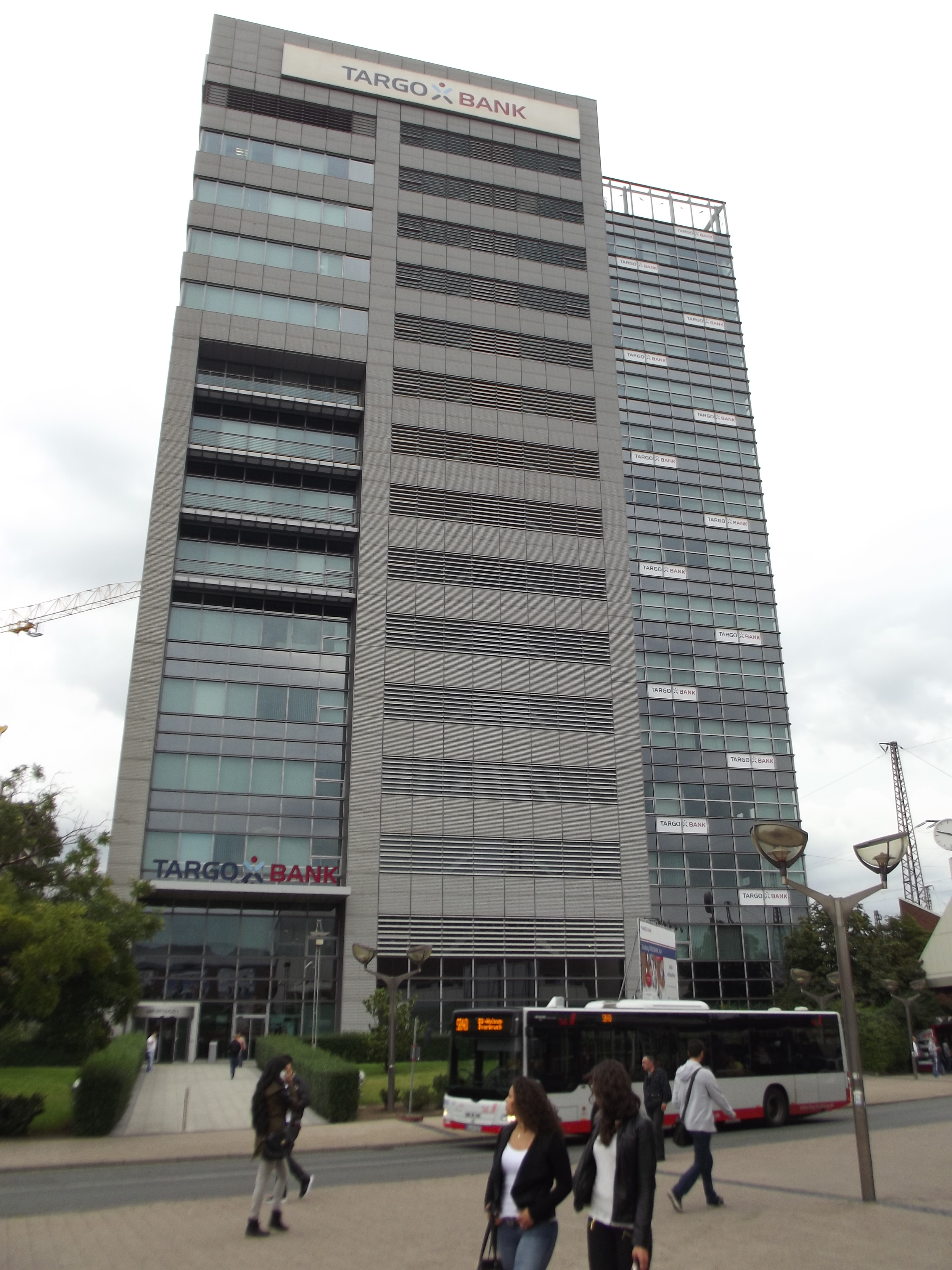
Immeuble de bureaux Targobank à Duisburg.

Targobank AG est une banque allemande opérant principalement pour des clients privés, des commerçants et indépendants ainsi que des entreprises. Son siège est à Düsseldorf. À Duisburg, la banque gère un centre clientèle employant 2 000 collaborateurs. Depuis 2008, elle fait partie du groupe bancaire français Crédit Mutuel Alliance Fédérale, situé à Strasbourg. Auparavant, la banque faisait partie du groupe américain Citigroup, devenu en 2010 Citibank Privatkunden AG & Co. KGaA et jusqu'en 1991, elle était active sous le nom de Kundenkreditbank. La banque compte parmi les grandes banques pour les clients particuliers, professionnels et entreprises en Allemagne, avec environ 3,8 millions de clients (en 2024) et exploite 340 sites dans plus de 250 villes allemandes. Elle était initialement un établissement actif dans le secteur de la clientèle privée. Depuis son acquisition en 2008, l’établissement évolue progressivement vers une banque universelle.

## Histoire

### Fondation de la Kundenkreditbank
En 1926, le commerçant de Königsberg Walter Kaminsky fonda, avec 20 autres détaillants, la Kunden-Kredit-Bank GmbH en tant que première banque allemande de crédit à tempérament. La banque accordait des prêts de 50 à 2 000 Reichsmarks directement à des particuliers, sous forme de mandats de paiement. Ces derniers pouvaient ainsi effectuer des achats dans des magasins déterminés et rembourser le montant en mensualités. La Kunden-Kredit-Bank fut ainsi la première banque allemande à accorder exclusivement des crédits aux particuliers, devenant de ce fait le premier établissement bancaire dédié uniquement à la clientèle privée. Selon Ellerbrock, c’est ici que se trouvent les racines du crédit à la consommation moderne en Allemagne. À partir de 1935, la banque porta le nom de Kundenkreditbank, dont le siège était situé à Düsseldorf. Les banques régionales existantes à Dortmund et à Düsseldorf furent intégrées, le 27 septembre 1951, dans la nouvelle société en commandite par actions KKB Kundenkreditbank KGaA. En 1955, la Kundenkreditbank fut introduite en bourse à Düsseldorf. À la fin des années 1960, la KKB se réorganisa et s’orienta vers les ménages privés. Elle ouvrit de nouvelles agences, proposa des comptes bancaires et accepta des dépôts d’épargne. À partir de 1968, elle opéra ainsi comme une banque universelle pour les clients privés,.

### Acquisition par la First National City Bank of New York
En 1973, la First National City Bank a repris la KKB Kundenkreditbank en Allemagne et a conservé le nom de KKB pour sa branche allemande de banque de détail jusque dans les années 1990. L’entrée au capital représenta pour la First National sa première incursion dans le secteur de la clientèle privée. Le deuxième grand actionnaire de la KKB, la banque Trinkaus & Burkhardt, fut rachetée à 51 % par la First National City Bank of New York à partir de 1974. Par la suite, la KKB fournit un certain nombre de principes entrepreneuriaux qui influencèrent les activités principales de la First National dans les années 1970. Depuis 1976, la First National City Bank était active aux États-Unis sous le nom de Citibank.  Conçu en 1985 et mis en production en 1988, la KKB présenta avec « Ramses » le premier et pendant longtemps le seul système de conseil à base de connaissances à couverture nationale, fonctionnant sur une plateforme mainframe. Jusqu’aux années 1990, il était consulté environ deux mille fois par jour dans 280 agences et comptait alors parmi les systèmes à base de connaissances les plus utilisés au monde. Par la suite, d’autres applications à base de connaissances, plus petites, furent développées.

### Poursuite des activités sous le nom de Citibank Privatkunden AG
En 1991, la Citibank renomma ses activités en Allemagne – et donc la KKB – en Citibank Privatkunden AG. En décembre de la même année, la banque, désormais opérant sous le nom de Citibank, ouvrit sa première agence dans l’ex-Berlin-Est. En 1993, l’entreprise fut restructurée afin de se conformer à la directive européenne 93/6/CEE relative à l’adéquation des fonds propres des entreprises d’investissement et des établissements de crédit,. Dans le cadre de la restructuration, le centre de données de la banque à Meerbusch devint le point nodal pour toutes les transactions en Europe,.
À partir de 1995, la Citibank Privatkunden AG coopéra avec la Deutsche Bahn. Les futures cartes BahnCard devaient notamment être équipées d’une fonction de carte de crédit. Toutefois, la Deutsche Bahn mit fin à cette coopération en mars 1999 à la suite de critiques publiques, la Citibank Privatkunden n’ayant pas pu garantir à 100 % la protection des données des clients. La même année, le centre de relation client fut inauguré à Duisbourg. Par la suite, les activités de back-office d’autres agences y furent regroupées,. À partir du début des années 2000, la Citibank Privatkunden se spécialisa dans l’octroi de crédits plus risqués, assortis de taux d’intérêt élevés mais également d’un risque de défaut accru. En 2003, elle fut rebaptisée Citibank Privatkunden AG & Co. KGaA. S’ensuivit le lancement du service de planification financière de Citibank ainsi que le début de la coopération en matière de financement immobilier avec PlanetHome. Depuis le début des années 2000, la banque allemande Citibank était connue pour ses pratiques commerciales agressives en accordant des prêts à taux d'intérêt trop élevés à des clients peu solvables, ce qui lui donnait mauvaise presse,,. 

### Acquisition par le Crédit Mutuel et refonte de la marque

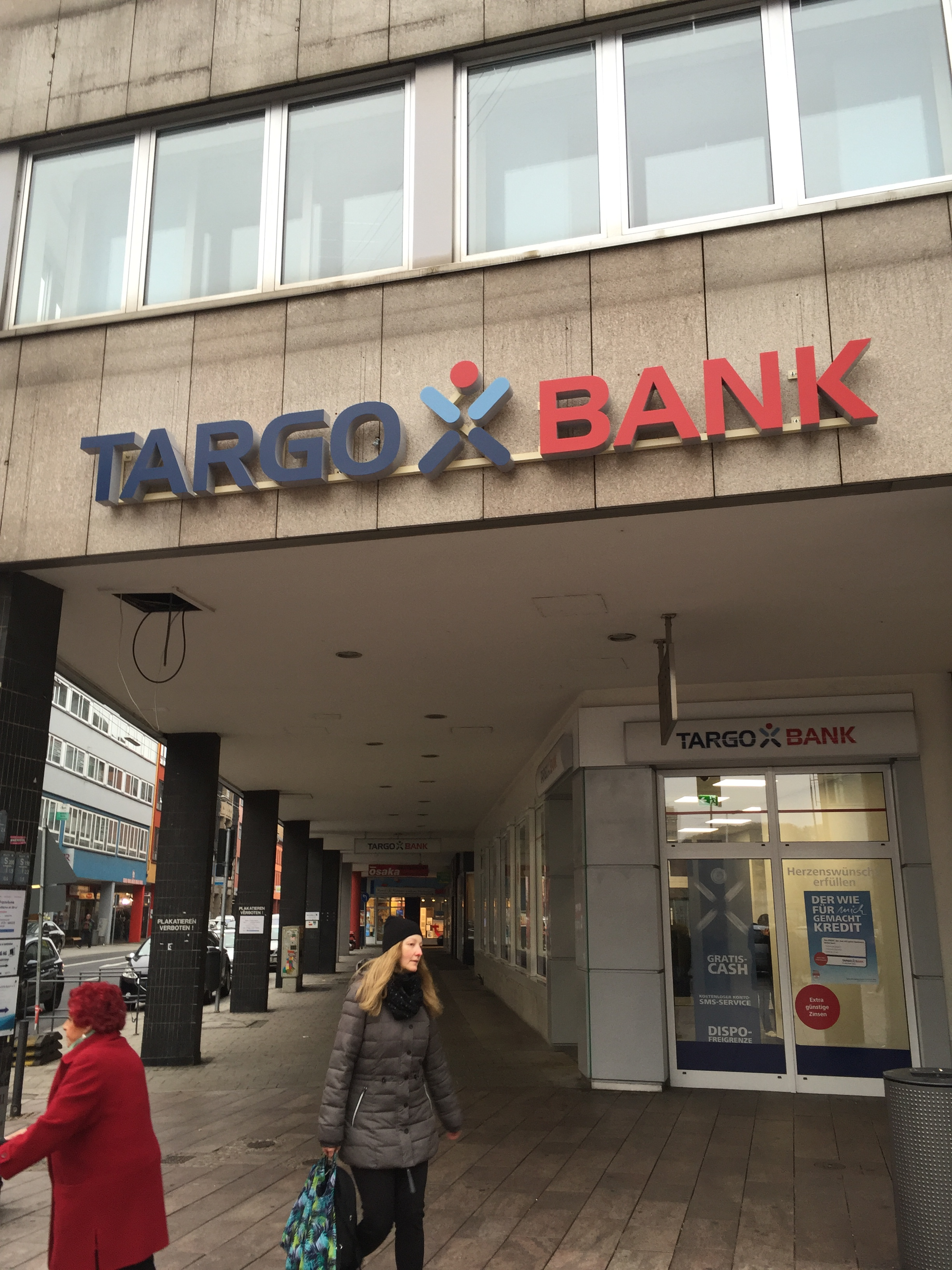
Agence Targobank

En juillet 2008, la banque mutualiste Crédit Mutuel Alliance Fédérale annonce son souhait de racheter la succursale allemande de banque de détail de la Citibank, alors en crise. Le prix était de 4,9 milliards d'euros et la société a généré des bénéfices au cours de l'exercice 2008 jusqu'au moment de la reprise,. En décembre 2008, Citibank a vendu sa succursale allemande au Crédit Mutuel Alliance Fédérale. Les marques Citi, Citibank et Citibank with Arc Design ont été conservées un petit moment par Crédit Mutuel Alliance Fédérale sous la licence de Citigroup Inc. Citibank est restée à Francfort-sur-le-Main pour ses services de banque de gros sous le nom Citigroup Global Market Deutschland AG.
Le 22 février 2010, la filiale Crédit Mutuel Alliance Fédérale l'a officiellement renommée en Targobank et restructurée. Le mot Targo est une pure création du  publicitaire Manfred Gotta et qui visait à favoriser sa réception à l'international.
De 2011 à 2014, un partenariat fut établi avec la chaîne de télévision ProSieben. La carte correspondante offrait, en plus de sa fonction de paiement, divers avantages : elle proposait des jeux-concours, des réductions chez différents partenaires ainsi que la possibilité d’acheter des billets pour des événements ProSieben avant leur mise en vente officielle. En août 2012, la Targobank a lancé une option de paiement mobile, reposant sur une puce NFC émise par la banque et fixée au dos d’un téléphone mobile. Cette offre a été proposée en collaboration avec MasterCard et la marque Base du groupe E-Plus.

### Croissance externe
En décembre 2013, Targobank annonce l'acquisition des activités de détail Valovis Bank et notamment les activités de cartes de crédit qui comptent près de 800 000 clients, cela fait de Targobank le troisième acteur du marché de la carte de crédit,,,. Parallèlement, la deuxième phase de l’entrée sur le marché du financement automobile indépendant des constructeurs a été lancée, après que la banque s’était engagée deux ans plus tôt dans le financement automobile en ligne. En 2015, Targobank a fondé sa propre banque automobile. En août 2016, l'activité active de leasing et d'affacturage de la société allemande GE Capital, une branche financière de la société General Electric, a été acquise par le Crédit Mutuel et renommée Targo Commercial Finance. En janvier 2018, Targo Commercial Finance a été fusionnée avec Targobank. La même année, à la suite d’une phase pilote réussie, une nouvelle offre de produits et de services à destination des clients professionnels a été lancée à l’échelle nationale. Elle s’adressait aux indépendants et aux professions libérales.

### La branche espagnole
En 2010, le Crédit Mutuel Alliance Fédérale s'associe avec Banco Popular afin d'ouvrir des agences en Espagne sous le nom de Targobank. Cette branche n'a jamais réussi à bien s'implanter et la disparition de Banco Popular en 2017, racheté à Santander pour un euro symbolique n'a pas aidé au développement, ce qui a conduit au souhait du groupe de se séparer de ses activités Targobank en Espagne. La branche espagnole de Targobank, qui disposait de 6 milliards d'euros d'actifs, est rachetée par la banque espagnole Abanca le 6 octobre 2023.

### Transformation en banque universelle
En octobre 2022, il a été annoncé que BECM Allemagne, filiale allemande de la Banque Européenne du Crédit Mutuel (BECM), avec ses succursales allemandes et son activité de banque d’entreprise, serait intégrée au groupe allemand Targobank. Cette activité sera poursuivie sous la nouvelle dénomination Targobank Corporate & Institutional Banking ou Targobank CIB. Cette intégration faisait partie du processus de transformation de la Targobank, passant d’une banque axée sur la clientèle privée à une banque universelle. En 2024, la banque affichait un total de bilan de 44,9 milliards d’euros et employait 7 400 collaborateurs.
Le développement vers une banque universelle s’est poursuivi et, en mars 2025, la Targobank a annoncé l’acquisition de l’Oldenburgische Landesbank (OLB). Cette acquisition doit encore être approuvée par les autorités de surveillance telles que la Banque centrale européenne. Le prix d’achat serait de deux milliards d’euros,. Avec cette acquisition, la Targobank porterait son total de bilan à environ 79 milliards d’euros, le nombre de ses collaborateurs à quelque 9 000, et sa base de clientèle à environ 4,8 millions de clients,.

## Activités commerciales
La Targobank fait partie du Groupe Crédit Mutuel, un groupe bancaire coopératif basé en France. À l’origine, la Targobank était principalement positionnée comme une banque de détail, en particulier dans le domaine des crédits à la consommation. Avec le développement de ses offres à destination des clients professionnels et entreprises, la Targobank a emprunté la voie d’une banque proposant un plus large éventail d’activités. La Targobank compte environ 3,8 millions de clients particuliers, professionnels et entreprises. En 2024, elle a réalisé un résultat avant impôts de 607 millions d’euros (selon les normes IFRS), avec un total de bilan de 44,9 milliards d’euros. La Targobank emploie 7 400 collaborateurs et figure parmi les principaux employeurs bancaires du centre financier de Düsseldorf. La présidente du directoire de la banque est Isabelle Chevelard, et le conseil de surveillance est présidé par René Dangel.  
La banque opère dans trois segments d’activité : clients particuliers, clients professionnels et clients entreprises. Le premier segment englobe les activités de crédit, dépôt, paiement, valeurs mobilières ainsi que l’intermédiation en assurances, et se subdivise en cinq domaines : Comptes & cartes, crédit & financement, conseil en patrimoine, épargne & placements financiers, ainsi que protection & prévoyance. Dans le cadre du deuxième segment, la banque propose des crédits, des comptes de paiement, des cartes de crédit et des comptes sur livret à des fins professionnelles, à destination des très petites et petites entreprises, y compris les travailleurs indépendants. L’offre du troisième segment comprend, via l’unité Targobank Corporate & Institutional Banking, des financements d’entreprise et des financements spéciaux pour les entreprises de taille intermédiaire, ainsi que le financement d’immobilier commercial, les services de paiement et les produits de placement. En outre, la Targobank propose aux entreprises des solutions de financement dans les domaines du factoring (receivable finance), du leasing (equipment finance) et du financement d’investissements. L’offre à destination des clients entreprises est complétée par des solutions de financement des ventes et des achats de marchandises pour le commerce de détail (sales finance) ainsi que, via la Targobank Autobank, par des financements à l’achat et à la vente de véhicules pour les concessionnaires automobiles,,. 

## Sponsor
À partir de juillet 2007, la Citibank Allemagne fut sponsor du club de football Werder Brême. Pendant cinq ans, elle en fut le sponsor principal et sponsor maillot. Cette période coïncida avec la phase de transition de la Citibank, durant laquelle les joueurs portèrent temporairement sur leur maillot le slogan publicitaire « So geht Bank heute » (C’est ainsi que fonctionnent les opérations bancaires d’aujourd’hui) au lieu du nom de l’entreprise. Le logo de la Targobank fit son apparition au début de la saison 2010/2011. À partir de la saison 2012/2013, l’entreprise est devenue le nouveau partenaire officiel de la Coupe d’Allemagne (DFB-Pokal). Parallèlement, elle a mis fin à son sponsoring maillot auprès du Werder Brême. La collaboration restante avec le club a pris fin en 2015. La banque a obtenu un ensemble de droits couvrant les 63 matchs de la compétition, incluant notamment une forte visibilité télévisée grâce à la publicité sur les panneaux LED autour du terrain. Le contrat a été renouvelé deux fois, ce qui fait de la Targobank le partenaire officiel de la Coupe d’Allemagne (DFB-Pokal) jusqu’en 2026,. 
Depuis la saison 2023/2024, la Targobank est le sponsor maillot du club de deuxième division allemande Fortuna Düsseldorf et l’un des principaux sponsors du projet « Fortuna pour tous » (Fortuna für alle). Dans le cadre de ce projet, la Targobank permet notamment l’accès gratuit à certains matchs à domicile du Fortuna lorsque le nombre de rencontres concernées atteint un certain seuil.

## Banque en ligne/Banque mobile
Les comptes Targobank peuvent être gérés en ligne via un espace client web ou via une application mobile. De plus, les comptes peuvent être gérés via des appels téléphoniques grâce à un serveur vocal interactif. Pour l'autorisation de transaction, diverses procédures TAN sont proposées ; on peut choisir entre des TAN indexés ( iTAN ), des TAN mobiles ( mTAN ) des SMS et une autorisation via application (easyTAN).

## Autres
Avec le service de compatibilité des cartes "girocard" de Targobank, les clients peuvent également retirer des espèces en France sur les guichets automatiques du Crédit Mutuel et du CIC, ainsi qu'à Targobank en Espagne et Beobank en Belgique ; ces banques faisant toutes partie de Crédit Mutuel Alliance Fédérale.

## Engagement sociétal
La Targobank s’engage principalement en faveur de causes sociales par l’intermédiaire de sa propre fondation, la Targobank Stiftung, ainsi que de la Fondation du groupe mère, la Fondation Crédit Mutuel Alliance Fédérale. Par ailleurs, la banque organise chaque année le « Targobank Run » ainsi que le « DU_Kultur|en_Festival » à Duisbourg. 
La Fondation Targobank a pour vocation de promouvoir l’égalité des chances et l’autodétermination au sein de la société. L’un de ses objectifs est notamment de transmettre aux personnes en Allemagne les mécanismes économiques et les bases financières nécessaires à une vie autonome. C’est pourquoi la fondation soutient, entre autres, des projets dans les domaines de la protection de l’environnement et du climat, de la protection de la santé et de l’éducation financière. Depuis 2003, la fondation soutient notamment le projet « Fit für die Wirtschaft », un concept pédagogique modulaire destiné aux élèves de la 8e à la 10e classe, visant à leur transmettre des connaissances en matière financière.
En 2021, la Fondation Crédit Mutuel Alliance Fédérale a également été créée. Elle a pour mission principale de s’engager en faveur de la protection du climat ainsi que de projets promouvant l’inclusion sociale et culturelle. Elle regroupe et soutient à cet effet les initiatives sociétales de ses filiales et de ses collaborateurs.

## L'ancienne Citibank
En Allemagne, la Citibank était représentée entre autres par les sociétés suivantes :
- Citibank Privatkunden AG & Co. KGaA, dont le siège est à Düsseldorf, créée en 2003 dans le cadre d'un processus de restructuration de Citibank Privatkunden AG . Depuis septembre 1991, la succursale allemande de Citicorp était active sous le nom de Citicorp-TochterCitibank après avoir repris la Kundenkreditbank (KKB) et sa clientèle.
- Citicorp Dienstleistungs GmbH dont le siège est à Duisburg.
- Citicorp Deutschland GmbH à Düsseldorf, une holding de gestion d'autres sociétés en Allemagne.
- En 2001, la Citifinanzberatung GmbH, dont le siège est à Düsseldorf, a été fondée et emploie des conseillers clients mobiles. En 2006, il s'agissait du pôle ayant la croissance la plus rapide. Fin 2008, elle comptait environ 230 agents.

L'image de l'ancienne Citibank dans la presse allemande était ambivalente. Quoique récompensée en 2006 comme « la banque la plus orientée vers le client d'Allemagne » (décernée par l'Université de Saint-Gall, le Handelsblatt et Steria Mummert Consulting ), Citibank était en même temps critiquée en raison de ses pratiques de crédit. Pour y remédier, Citibank a lancé en 2004 une nouvelle campagne internationale Unsere gemeinsame Verantwortlichkeit,.
Lors de la faillite de la banque d'investissement américaine Lehman Brothers, le 15 septembre 2008, l'image de la Citibank Allemagne s'est de nouveau trouvée entâchée. Selon de nombreux médias, les certificats de Lehman Brothers ont été vendus notamment dans les succursales de la Citibank comme placement sûr à des clients privés – parmi lesquels de nombreux retraités – qui ont ainsi été confrontés à la perte totale de leur investissement. Rien qu'en Allemagne, environ 50 000 personnes auraient été touchées, dont 46 % étaient clientes de la Citibank,. Des experts financiers accusent la Citibank, principal partenaire commercial de Lehman Brothers, d'apporter de nouveaux capitaux à la banque d'investissement en encourageant massivement les ventes de certificats Lehman en Allemagne. Le 28 mai 2009, la Citibank a annoncé la conclusion d'un accord de 27 millions d'euros après de longues négociations avec l'agence d'aide aux consommateurs NRW. Cet accord a été accueilli positivement par les médias , mais le syndicat des victimes de Lehman a jugé ce dédommagement insuffisant car il ne représenterait que 5 % du préjudice total estimé à 475 millions d'euros et que même selon les propres calculs de Citibank, environ les deux tiers des clients lésés ne recevraient rien. Le modèle d'indemnisation envisage un remboursement en plusieurs étapes de 30 à 80 % pour les cas où il s'agit de sommes mettant en danger l'existence et implique des critères d'exclusion étendus. Les critères détaillés ont été publiés sur le site Internet de l'Office d'aide aux consommateurs NRW. 
À l'automne 2009, l'office d'assistance aux consommateurs a prouvé, lors de tests aléatoires auprès de 15 banques, qu'elles ne transmettaient pas à leurs clients leurs coûts de refinancement massivement réduits. Pour le compte supplémentaire de la Citibank, les intérêts de découvert étaient de 16,99 %. En 2010, l'office d'aide aux consommateurs a mis en garde trois banques en raison de leurs pratiques. L'une des banques a signé une déclaration de cessation et d'abstention. Contre les deux autres – Targobank et Sparda-Bank Münster – l'office d'assistance aux consommateurs a saisi le tribunal. En décembre 2011, le tribunal régional de Düsseldorf a décidé que la clause d'intérêts de la Targobank était illégitime et la tentative de la Targobank de faire annuler le jugement par le tribunal régional supérieur a échoué. En raison du changement de marque de Citibank en Targobank, les associations de consommateurs ont critiqué le fait que le passage de KKB à Citibank en 1991 n'avait pas changé les critiques à l'égard du secteur du crédit, le modèle commercial viserait uniquement à trouver de nouveaux clients pour les faire crouler sous les dettes.